# Evijärvi

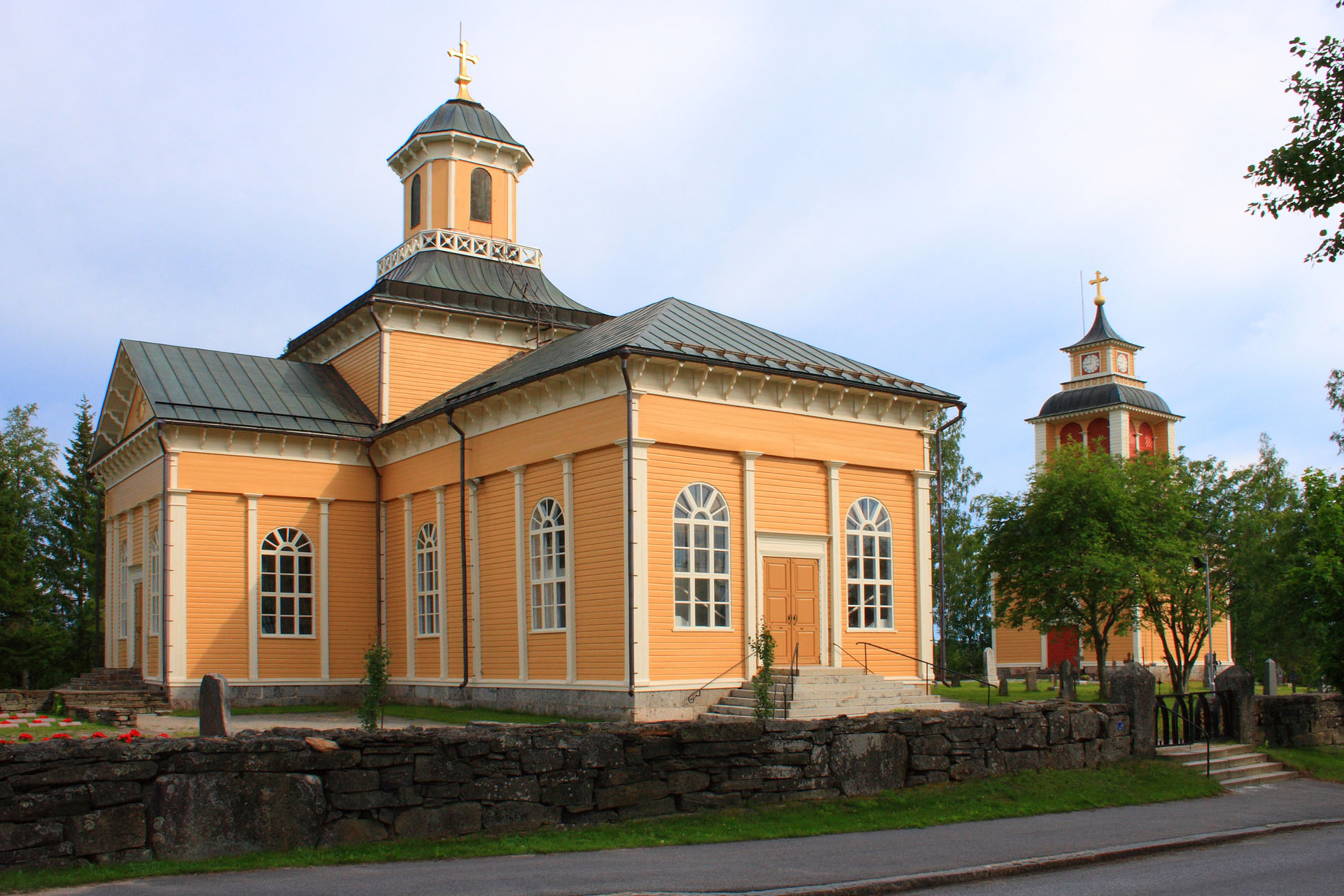
Kerk

Evijärvi is een gemeente in de Finse provincie West-Finland en in de Finse regio Zuid-Österbotten. De gemeente heeft een landoppervlakte van 354,15 km² en telt 2.346 inwoners (2022).